# Mladějovský vrch
Mladějovský vrch är en kulle i Tjeckien.   Den ligger i regionen Pardubice, i den östra delen av landet, 160 km öster om huvudstaden Prag. Toppen på Mladějovský vrch är 647 meter över havet.
Terrängen runt Mladějovský vrch är platt österut, men västerut är den kuperad. Runt Mladějovský vrch är det ganska tätbefolkat, med 120 invånare per kvadratkilometer. Närmaste större samhälle är Moravská Třebová, 8,4 km sydost om Mladějovský vrch. Trakten runt Mladějovský vrch består till största delen av jordbruksmark.